# Jérôme Correas
Jérôme Correas est un chef d'orchestre, claveciniste et baryton-basse français, né aux Lilas le 3 août 1966.

## Biographie
Dès l'âge de cinq ans, Jérôme Correas commence l'étude du piano. En 1982, il rencontre le claveciniste et musicologue Antoine Geoffroy-Dechaume avec qui il étudie le clavecin et la basse continue. Après avoir été élève d'hypokhâgne et de khâgne au Lycée Malherbe de Caen, il obtient une licence d'histoire à l’université de Caen et une licence d'histoire de l'art à la Sorbonne en 1986, et débute ensuite l’étude du chant.
Sa rencontre avec William Christie en 1987 est déterminante : il entre au Conservatoire national supérieur de musique de Paris dans sa classe de musique baroque et en obtient le 1er prix, puis il poursuit ses études dans la classe d'art lyrique de Xavier Depraz.
C’est William Christie qui lui offre ses premiers rôles, d’abord au Festival d’Aix en Provence (The Fairy Queen de Purcell en 1989, Les Indes Galantes de Rameau et Didon et Enée de Purcell en 1990), suivis par de nombreux autres rôles, concerts et enregistrements.
Membre des Arts Florissants de 1988 à 1993, il travaille aussi en 1991 avec René Jacobs dans le cadre du Studio-Versailles Opéra. Sur les conseils et la recommandation de Régine Crespin, il entre à l'École d'Art Lyrique de l'Opéra de Paris en 1992  jusqu'en 1994. Il diversifie ses activités  en se consacrant de plus en plus à l'opéra et au récital. 
Passionné par la Mélodie Française, il donne de nombreux concerts jusqu'en 2008 (en particulier aux États-Unis, en Asie et en Europe) avec les pianistes Jean-Claude Pennetier, Jean-François Heisser, Claude Lavoix, Marie-Josèphe Jude, Philippe Bianconi. Il collabore avec de nombreux chefs d’orchestre : William Christie, Christophe Rousset,Jean-Claude Malgoire, Michel Corboz, Sigiswald Kuijken, Christophe Coin, Jesus Lopez Cobos, Donato Renzetti, Marek Janowski, Philippe Entremont, Marco Guidarini, Gabriel Garrido, Sergio Vartolo, Hervé Niquet, Sylvain Cambreling, Ari Van Beck, François-Xavier Roth...
En 2001, il fonde l’orchestre baroque Les Paladins, avec lequel il explore particulièrement les répertoires français et italiens des XVIIe et XVIIIe siècles. Sa recherche spécifique sur la théâtralité de la voix et l'expressivité des instruments donne une couleur toute particulière à ses interprétations.
Il abandonne peu à peu sa carrière de chanteur pour se consacrer à la direction, soit à la tête des Paladins, soit invité par des opéras ou des orchestres (Orchestre du Teatro Massimo Bellini à Catane, Orchestre de l’opéra de Rouen, Moscow Chamber Orchestra, Orchestre symphonique des Baléares, Orchestre baroque de St Pétersbourg, l'Orchestre philharmonique Nice-Côte d'Azur, I Cameristi della Scala.).
Très attaché au dialogue et au compagnonnage avec des metteurs/ses en scène et chorégraphes aux esthétiques diverses, il collabore avec Christophe Rauck (Le Couronnement de Poppée et Le Retour d’Ulysse de Monteverdi), Dan Jemmett (l’Ormindo de Cavalli et Le Combat de Tancrède de Monteverdi), Vincent Tavernier (La Fausse Magie de Gretry), Irène Bonnaud (Les Troqueurs de Dauvergne), Vincent Vittoz (La Servante Maitresse de Pergolese), Elio de Capitani (La Vera Costanza de Haydn), Andrea Cigni (Fedra de Paisiello), Bernard Levy (Amadigi de Haendel), Constance Larrieux (Les Indes Galantes de Rameau), Mireille Larroche (Zémire et Azor de Grétry), Jean-Pierre Baro (Le Code Noir, de Clapisson), Ambra Senatore (Café Libertà) et le vidéaste Guillaume Marmin (ORFEO 5063). 
Très impliqué dans la transmission, il donne de nombreuses master classes en France et à l’étranger et a été nommé en 2022 professeur de chant baroque au CRR de Paris et, depuis 2024, à l'Ecole Normale de Musique de Paris - Alfred Cortot.

## Distinctions
Jérôme Correas a été nommé Officier de l'ordre des Arts et des Lettres en 2024.

## Discographie

### Jérôme Correas, baryton
- Le Malade Imaginaire de Charpentier/ Molière, Les Arts Florissants  direction William Christie ,  Harmonia Mundi, 1989
- The Fairy Queen de Purcell, avec les Arts Florissants dirigés par William Christie, Harmonia Mundi, 1989
- Les Grands Motets de Lalande. Les Arts Florissants direction  William Christie,  Harmonia Mundi, 1990
- L'Orfeo de Luigi Rossi. Les Arts Florissants direction William Christie, Harmonia Mundi, 1990
- Idoménée de Campra, Les Arts Florissants direction William Christie, Harmonia Mundi, 1990
- Les Indes Galantes de Rameau, avec les Arts Florissants dirigés par William Christie, Harmonia Mundi, 1991
- Castor et Pollux de Rameau, avec les Arts Florissants dirigés par William Christie, Harmonia Mundi, 1992
- Nélée et Myrthis de Rameau, avec les Arts Florissants dirigés par William Christie, Harmonia Mundi, 1992
- Les motets de Couperin, Les Talens Lyriques direction Christophe Rousset, Virgin, 1993
- Les Grands Motets de Brossard. L'Ensemble baroque de Limoges direction Christophe Coin, Astrée, 1994
- Motets d'Uppsala, Les Talens Lyriques direction Christophe Rousset, Cyprès, 1997
- Les Grands Motets de Mondonville, avec l'ensemble baroque de Limoges direction Christophe Coin, Astrée, 1997
- Persée de Lully . Les Talens Lyriques direction Christophe Rousset, Naïve, 2000
- La Belle Voyageuse, Mélodies de Berlioz, Alpha, 2002
- La Bonne Chanson de Fauré, avec Monique Desjardins, Philippe Bianconi et le Quatuor Parisii, Pierre Verany, 2006
- Mélodies d'Honegger, avec le Quatuor Parissi, Saphir Productions, 2006
- Le Retable de Maître Pierre de Falla, avec l'orchestre régional de Poitou-Charentes, dirigé par Jean-François Heisser, Mirare, 2007

### Jérôme Correas, chef d'orchestre (Les Paladins)
- Cantates et duos italiens de Haendel, avec Sandrine Piau, Arion, 2001
- Apollo e Dafne de Haendel, Arion, 2002
- Histoires Sacrées de Carissimi, Pan Classics, 2005
- Leçons de Ténèbres de Porpora, Arion, 2005
- Madrigali e Dialoghi de Domenico Mazzocchi, Pan Classics, 2006
- Serpentes Ignei In Deserto de Hasse, Ambronay Éditions, 2006
- L'Ormindo de Cavalli, Pan Classics, 2007
- Soleils Baroques, Ambronay Éditions, 2008
- Le Triomphe de l'Amour, avec Sandrine Piau, Naïve, 2011
- Tenebris, Leçons de ténèbres de Michel, Dumont, De Brossard, Couperin, Bernier, Cyprès Records, 2012
- Molière à l'Opéra (Charpentier, Lully), Glossa, 2016
- Leçons de Ténèbres de Couperin, En Phases, 2018
- Enchanteresses de Handel avec Sandrine Piau, chez Alpha Classics, 2022
- Tempesta di Mare d'Antonio Vivaldi, B-records, 2022
- Exsultate, Jubilate ! (Mozart) avec Karine Deshayes, Aparté, 2023
- Lucrezia, portraits de femme (Montéclair, Haendel, Scarlatti, Marcello), avec Sandrine Piau, Karine Deshayes, Amel Brahim-Djelloul et Lucile Richardot, Aparté, 2024

### Enregistrements en chef invité
- Fedra de Giovanni Paisiello, Orchestre de l'Opéra de Catane (Teatro Massimo Bellini), Dynamic, 2016